# Filosofia 'e cantina/Cunfiette 'e sposa
Filosofia 'e cantina/Cunfiette 'e sposa, pubblicato nel 1968, è un singolo del cantante italiano Mario Trevi.

## Storia
Il disco contiene due brani inediti di Mario Trevi.

## Tracce
Lato A
- Filosofia 'e cantina (Palumbo-Avitabile)

Lato B
- Cunfiette 'e sposa (Marigliano-Di Domenico)

## Incisioni
Il singolo fu inciso su 45 giri, con marchio Durium (QCA 1387).
Direzione arrangiamenti: M° Eduardo Alfieri.